# Centro Sportivo Angelo Moratti
Il Centro Sportivo Angelo Moratti, noto anche come BPER Training Centre in memory of Angelo Moratti per ragioni di sponsorizzazione, o semplicemente come La Pinetina per via della zona in cui sorge, è un centro sportivo di Appiano Gentile (CO) di proprietà della società calcistica italiana Football Club Internazionale Milano.
La struttura ospita, dal 1962, gli allenamenti della prima squadra maschile. Occasionalmente è stato anche sede di ritiro della nazionale italiana, anche in vista di eventi importanti come la fase finale di UEFA Nations League.
Il centro sportivo si trova in Viale dello Sport, all'interno del Parco della Pineta di Appiano Gentile e Tradate.

## Storia
I lavori per la costruzione di un centro sportivo adibito alle sedute di allenamento della prima squadra iniziarono nel 1960, per espressa richiesta dell'allenatore Helenio Herrera al presidente Angelo Moratti, e si conclusero nel 1962, quando si svolse l'inaugurazione della struttura. 
Il centro sportivo ospitò, dal 25 maggio al 1º giugno, la prima parte del ritiro della nazionale italiana in preparazione al campionato del mondo 1974.
L'impianto, intitolato ad Angelo Moratti nel novembre 1984, ha assunto il nome di Suning Training Centre in memory of Angelo Moratti nel dicembre 2016, in seguito alla cessione dei diritti di denominazione al gruppo cinese Suning, già azionista di maggioranza del club nerazzurro. Nell'estate 2019 sono iniziati i lavori di ammodernamento del centro sportivo: nel luglio 2020 è stata inaugurata la nuova clubhouse, che ospita le camere dei calciatori della prima squadra e altri spazi messi a disposizione di staff e dirigenza.
Nel luglio 2024, dopo il passaggio di proprietà del club nerazzurro da Suning alla società d'investimento statunitense Oaktree, il centro sportivo ha cambiato denominazione in BPER Training Centre in memory of Angelo Moratti, in seguito all'accordo siglato con BPER Banca.

## Struttura

### Area sportiva
L'area sportiva comprende:
- cinque campi da gioco, di cui due di dimensione ridotta e uno di questi coperto da una tensostruttura mobile in caso di freddo eccessivo e di maltempo;[9]
- una piscina che permette il nuoto controcorrente e l'idromassaggio;
- due palestre;
- una sala medica;
- cinque spogliatoi;
- due magazzini.

### Area direzionale
L'area direzionale comprende quattro fabbricati:
- la Inter Club House,[18] edificio su tre livelli fuori terra realizzato nel 2020 da Wood Beton S.p.A su progetto di Coima Image,[19][18] ospita l'hotel di 47 camere (32 doppie, 16 singole e una suite) in cui soggiornano i giocatori, lo staff tecnico e i dirigenti dell'Inter,[18] oltre due uffici[20] e parcheggio per 40 autovetture;[20]
- una sala stampa in grado di ospitare fino a 30 giornalisti;
- gli studi televisivi di Inter TV.

## Utilizzo
La struttura è utilizzata in maniera continuativa unicamente per gli allenamenti della prima squadra maschile dell'Inter. La prima squadra femminile e tutte le formazioni del settore giovanile interista, sia maschili che femminili, si allenano e disputano gli incontri ufficiali casalinghi al Centro Sportivo Giacinto Facchetti di Milano, anche noto come Konami Youth Development Centre in memory of Giacinto Facchetti per motivi di sponsorizzazione.